# Hypocrite
Hypocrite est une héroïne de bande dessinée créée par Jean-Claude Forest.

## Historique
Elle apparaît dans France-Soir en 1971, d'abord dans des strips puis en page entière. Adolescente brune aux cheveux mi-longs, elle est d'abord jeune fille au pair dans un manoir au bord du Loch Ness. Elle y rencontre le fameux monstre, un fantôme, et surtout son destin, sous la forme d'un papa gâteau en béret et caban.
Elle réapparaît en 1972 dans Pilote du no 667  au no 678, où elle trouve un emploi d'espionne dans un affrontement entre les services secrets d'Avignon et d'Arles.  Elle doit réveiller le pont d'Avignon, créature pétrifiée qui n'est autre qu'un machairodus géant. 
Une troisième et dernière aventure paraît dans Pilote du no 738 (1973) au no 759 (1974). Ce récit la retrouve sur la planète-zoo Yolande, qui n'admet pas les carnivores. Désorienté, le public boude la série, qui doit s'arrêter.

## Style
Le dessin au pinceau se fait virtuose et stylisé, et Forest réalise l'une de ses productions les plus originales. « Quant à mon Hypocrite dessinée [...] : si un jour j'ai eu du style, en matière de graphisme, un style affirmé et bien à moi, c'est avec ce personnage. »
Les histoires sont des plus délirantes, et font de la série une « œuvre originale au scénario complètement dingue où foisonnent les fausses pistes et les traquenards… »

## Personnages
- Hypocrite : adolescente brune aux cheveux mi-longs, joyeuse et délurée. « Cette Hypocrite [...] sera, dans un monde hypocrite, la seule à ne pas l'être »[2]
- Lord Grumble : fantôme écossais, en kilt et cornemuse.
- Nessie : prend la forme d'une sirène géante ayant le visage d'Hypocrite.
- Edmond Destin : destin d'Hypocrite, il la met dans des situations rocambolesques, et tient le rôle de narrateur.
- Brise-bise : beau barbu qui séduit Hypocrite, il joue comme elle un double jeu. Transfuge de Mystérieuse matin, midi et soir.
- Philippe de Poigne, prince d'Avignon : despote mégalomane
- Freddy-Fred dit le Fred : espion
- Docteur Alizarine : autre rescapé de Mystérieuse matin, midi et soir

## Albums
Trois albums :
- Hypocrite et le monstre du Loch-Ness, SERG, 1971 ; réédition Éditions du Fromage, 1980 et L'Association, 2001.
- Comment décoder l'Etircopyh, grand roman hystérique, Dargaud, 1973 ; réédition L'Association, 2005.
- N'importe quoi de cheval, Dargaud, 1974; réédition L'Association, 2008.
- La Revanche d'Hypocrite, la petite brune au cul pommé et à la langue véloce, reprise des albums Dargaud, SERG, 1975.